# ترزا گئورگیان
ترزا گئورگیان (ارمنی: Թերեզա Գևորգյան؛ انگلیسی: Tereza Gevorgyan زادهٔ ۱۹۸۸) خواننده، اپرا سوپرانو اهل ارمنستان است.

## زندگی‌نامه
وی در ۱۹۸۸ به دنیا آمد و از کنسرواتوار دولتی کومیتاس ایروان فارغ‌التحصیل گشت. 